# Smrekovica
Smrekovica je zrušená přírodní rezervace v katastrálních územích obce Liptovská Osada a města Ružomberok v okrese Ružomberok v Žilinském kraji na Slovensku. Chráněné území bylo vyhlášeno v roce 2012 a jeho rozloha byla 234,75 hektaru. Předmětem ochrany byly ekosystémy přirozených smrkových lesů se zachovalou strukturou pralesovitého charakteru. Rezervace byla zrušena k 1. lednu 2024 a její území se stalo součástí zón národního parku Velká Fatra.